# 福尔巴赫
福尔巴赫是德国巴登-符腾堡州的一个市镇。总面积131.82平方公里，总人口5177人，其中男性2557人，女性2620人（2011年12月31日），人口密度39人/平方公里。